# Microleptes belokobylskii
Microleptes belokobylskii är en stekelart som beskrevs av Humala 2003. Microleptes belokobylskii ingår i släktet Microleptes och familjen brokparasitsteklar. Inga underarter finns listade i Catalogue of Life.